# Servigny-lès-Sainte-Barbe
Pour les articles homonymes, voir Servigny, Sainte-Barbe et Servigny-lès-Raville.
Servigny-lès-Sainte-Barbe est une commune française située dans le département de la Moselle, en région Grand Est.

## Géographie
Servigny-lès-Sainte-Barbe est située dans le Nord-Est de la France. Elle se trouve entre la plaine de la Woëvre, le plateau lorrain et le massif palatin. La commune se trouve sur un talus allongé suivant la route départementale 3 et entouré de plaines. Au nord-est de la commune s'étale la forêt de Saint-Hubert. Servigny-lès-Sainte-Barbe est située à une trentaine de kilomètres de la frontière franco-allemande et à une dizaine de kilomètres du centre de Metz.

### Communes limitrophes
|         | Failly                    | Sainte-Barbe |
|         | Servigny-lès-Sainte-Barbe |              |
| Nouilly | Noisseville               | Retonfey     |

### Villages et lieux-dits
Autrefois, la commune était composée de deux villages distincts : Servigny-lès Sainte-Barbe et Poixe, qui, à la suite du rattachement du 21 août 1812, est aujourd'hui le hameau septentrional de Servigny.

### Hydrographie
La commune est située dans le bassin versant du Rhin au sein du bassin Rhin-Meuse. Elle est drainée par le ruisseau de Quarante.

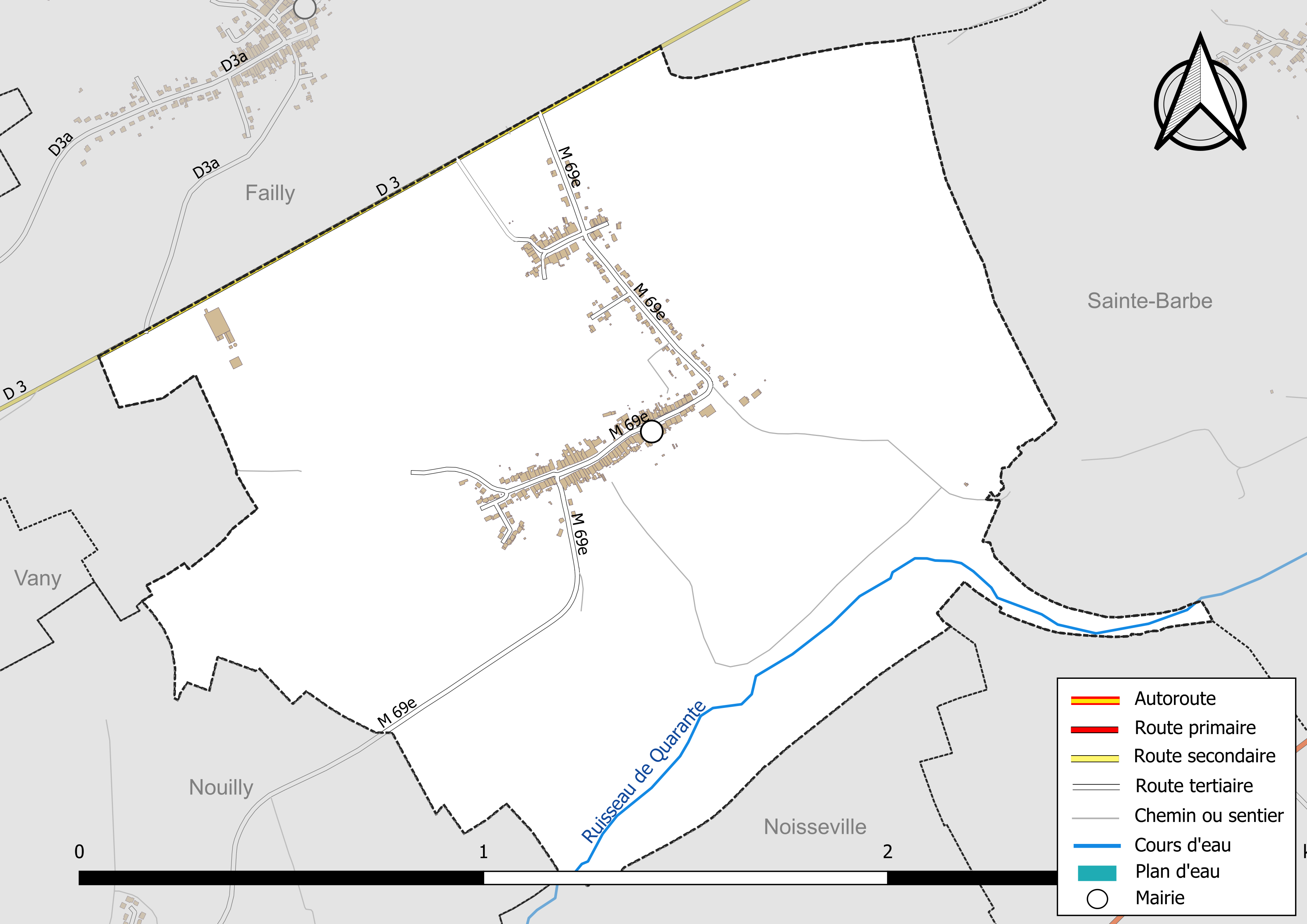
Réseaux hydrographique et routier de Servigny-lès-Sainte-Barbe.

### Climat
Pour des articles plus généraux, voir Climat du Grand Est et Climat de la Moselle.
En 2010, le climat de la commune est de type climat des marges montargnardes, selon une étude du Centre national de la recherche scientifique s'appuyant sur une série de données couvrant la période 1971-2000. En 2020, Météo-France publie une typologie des climats de la France métropolitaine dans laquelle la commune est exposée à un climat semi-continental et est dans la région climatique  Lorraine, plateau de Langres, Morvan, caractérisée par un hiver rude (1,5 °C), des vents modérés et des brouillards fréquents en automne et hiver. 
Pour la période 1971-2000, la température annuelle moyenne est de 9,5 °C, avec une amplitude thermique annuelle de 16,7 °C. Le cumul annuel moyen de précipitations est de 805 mm, avec 12,1 jours de précipitations en janvier et 9,5 jours en juillet. Pour la période 1991-2020, la température moyenne annuelle observée sur la station météorologique de Météo-France la plus proche, « Metz-Frescaty », sur la commune d'Augny à 15 km à vol d'oiseau, est de 11,1 °C et le cumul annuel moyen de précipitations est de 713,5 mm. 
La température maximale relevée sur cette station est de 39,7 °C, atteinte le 25 juillet 2019 ; la température minimale est de −23,2 °C, atteinte le 17 février 1956,,. 
Les paramètres climatiques de la commune ont été estimés pour le milieu du siècle (2041-2070) selon différents scénarios d'émission de gaz à effet de serre à partir des nouvelles projections climatiques de référence DRIAS-2020. Ils sont consultables sur un site dédié publié par Météo-France en novembre 2022.

## Urbanisme

### Typologie
Au 1er janvier 2024, Servigny-lès-Sainte-Barbe est catégorisée commune rurale à habitat dispersé, selon la nouvelle grille communale de densité à sept niveaux définie par l'Insee en 2022.
Elle est située hors unité urbaine. Par ailleurs la commune fait partie de l'aire d'attraction de Metz, dont elle est une commune de la couronne,. Cette aire, qui regroupe 245 communes, est catégorisée dans les aires de 200 000 à moins de 700 000 habitants,.

### Occupation des sols
L'occupation des sols de la commune, telle qu'elle ressort de la base de données européenne d’occupation biophysique des sols Corine Land Cover (CLC), est marquée par l'importance des territoires agricoles (90 % en 2018), en augmentation par rapport à 1990 (80,1 %). La répartition détaillée en 2018 est la suivante : 
terres arables (63,8 %), zones agricoles hétérogènes (13,8 %), forêts (10 %), cultures permanentes (9,3 %), prairies (3,2 %). L'évolution de l’occupation des sols de la commune et de ses infrastructures peut être observée sur les différentes représentations cartographiques du territoire : la carte de Cassini (XVIIIe siècle), la carte d'état-major (1820-1866) et les cartes ou photos aériennes de l'IGN pour la période actuelle (1950 à aujourd'hui).

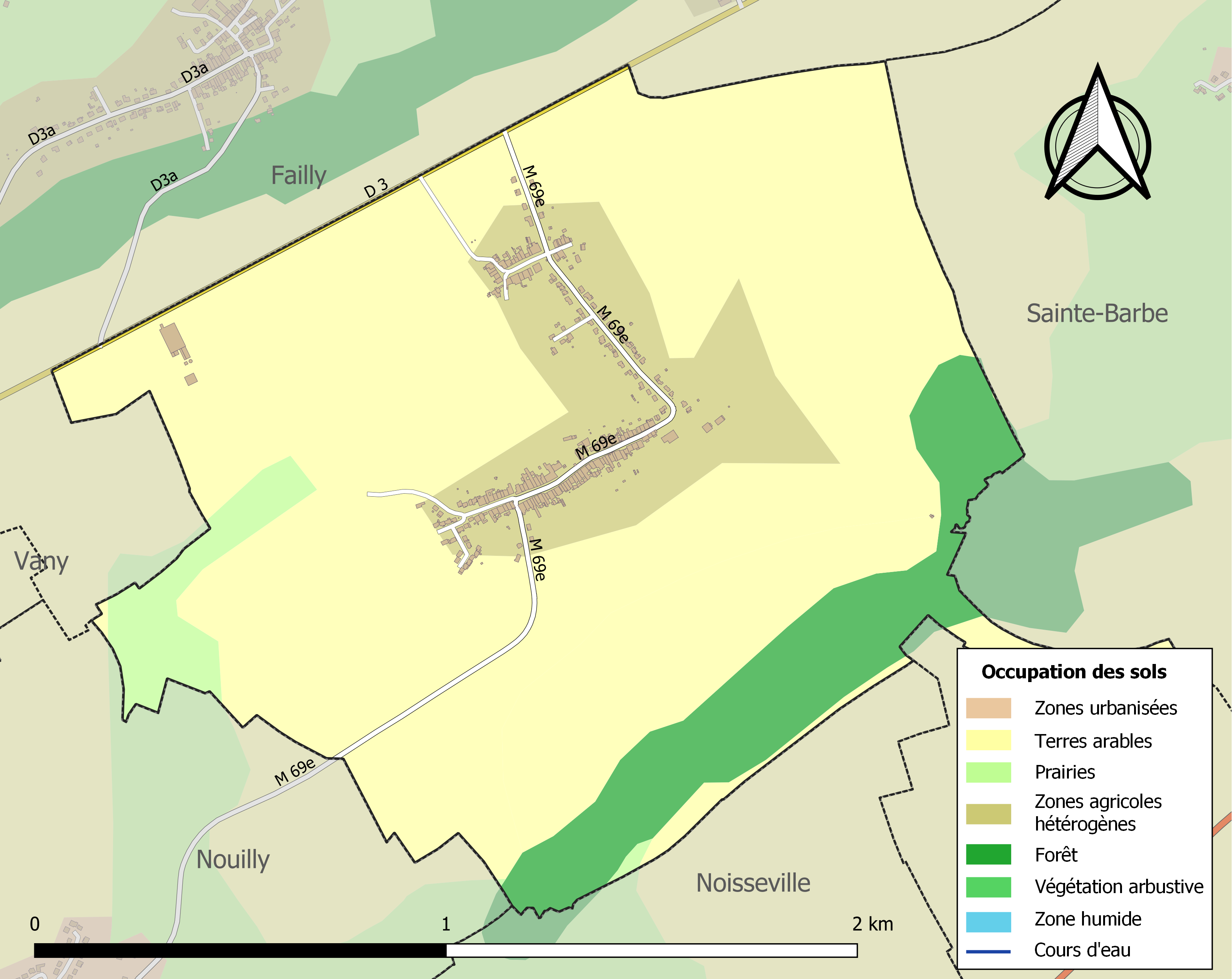
Carte des infrastructures et de l'occupation des sols de la commune en 2018 (CLC).

## Toponymie
Cervigney (1383) ; Servigney (1387) ; Sirvigney (1404) ; Servigney de costé Sainte Barbe (1481) ; Serveny au hault chemin (1648) ; Servigny les Sainte Barbe (1793). Servingen / Servingen bei Sainte-Barbe (1915–1918 et 1940–1944).

## Histoire
- Village du Haut-Chemin en pays Messin.
- Possession de l'abbaye de Saint-Symphorien de Metz donnée en fief aux familles messines.
- Bataille de Noisseville-Servigny du 31 août au 1er septembre 1870, durant la guerre franco-allemande.

## Culture locale et patrimoine

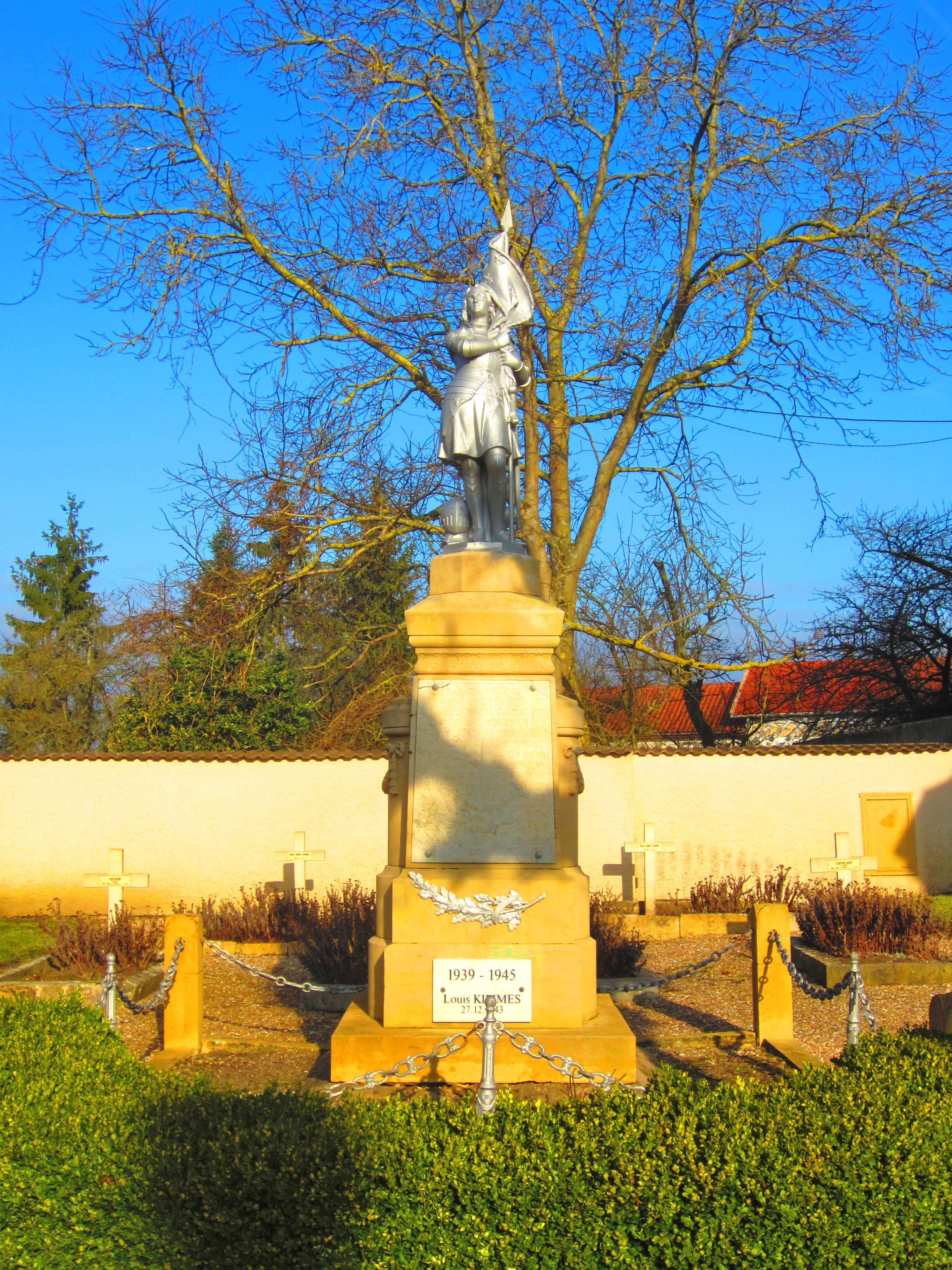
Monument aux morts.

## Politique et administration

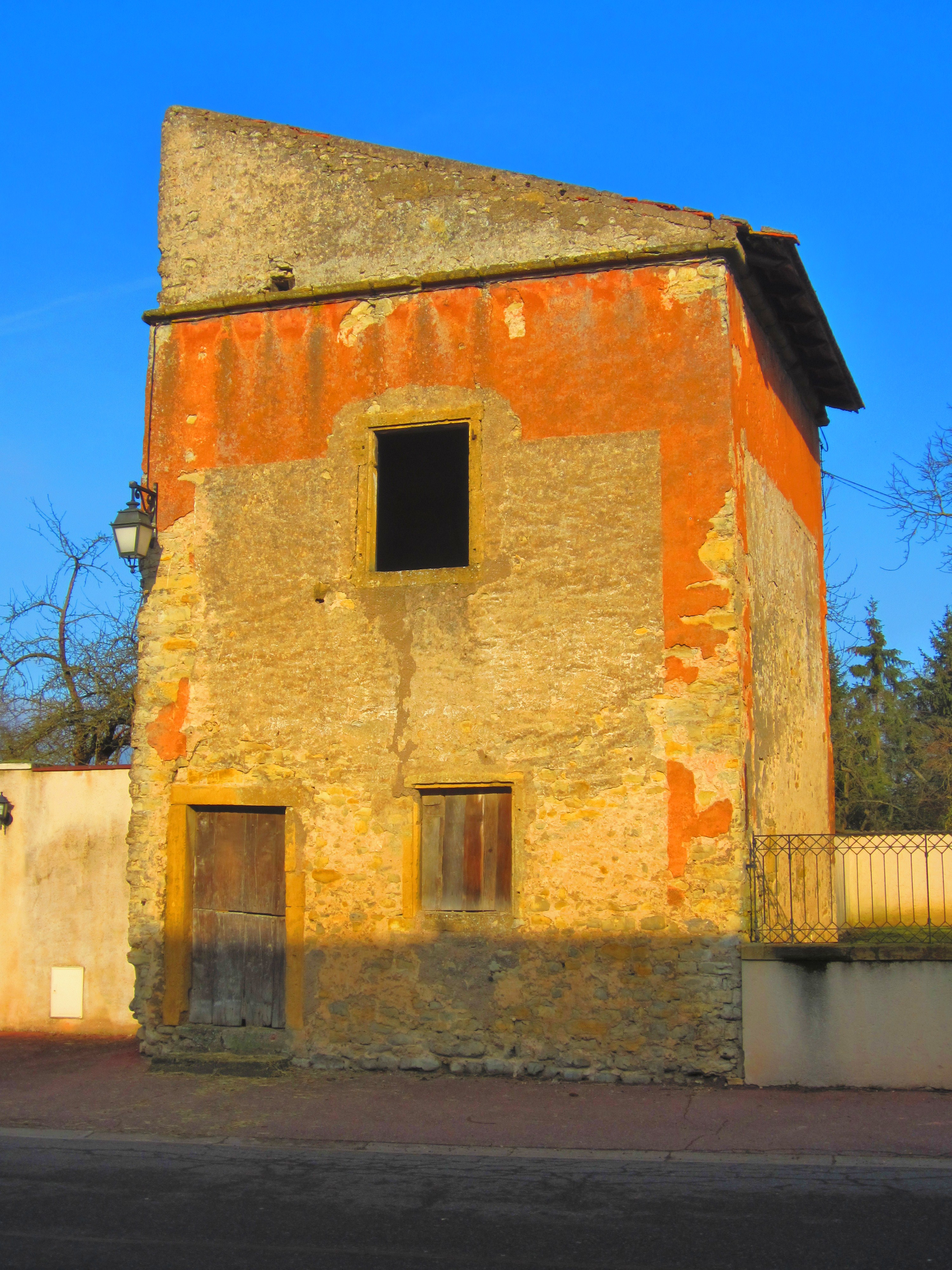
Tour de garde la Suzette.

| Période                                  | Période      | Identité              | Étiquette | Qualité |
| ---------------------------------------- | ------------ | --------------------- | --------- | ------- |
| 1986                                     | 29 mars 1989 | Robert Marcel Monne   |           |         |
| mars 1995                                | mars 2008    | Robert Pianezzola     |           |         |
| mars 2008                                | mars 2014    | Jean-Louis Christophe |           |         |
| mars 2014                                | en cours     | Joël Simon            |           |         |
| Les données manquantes sont à compléter. |              |                       |           |         |

## Démographie
L'évolution du nombre d'habitants est connue à travers les recensements de la population effectués dans la commune depuis 1793. Pour les communes de moins de 10 000 habitants, une enquête de recensement portant sur toute la population est réalisée tous les cinq ans, les populations de référence des années intermédiaires étant quant à elles estimées par interpolation ou extrapolation. Pour la commune, le premier recensement exhaustif entrant dans le cadre du nouveau dispositif a été réalisé en 2007.

En 2022, la commune comptait 467 habitants, en évolution de +1,74 % par rapport à 2016 (Moselle : +0,52 %, France hors Mayotte : +2,11 %).
| 1793 | 1800 | 1806 | 1821 | 1836 | 1841 | 1861 | 1866 | 1871 |
| ---- | ---- | ---- | ---- | ---- | ---- | ---- | ---- | ---- |
| 278  | 266  | 278  | 405  | 460  | 455  | 395  | 386  | 310  |

| 1875 | 1880 | 1885 | 1890 | 1895 | 1900 | 1905 | 1910 | 1921 |
| ---- | ---- | ---- | ---- | ---- | ---- | ---- | ---- | ---- |
| 300  | 295  | 308  | 301  | 309  | 266  | 364  | 258  | 235  |

| 1926 | 1931 | 1936 | 1946 | 1954 | 1962 | 1968 | 1975 | 1982 |
| ---- | ---- | ---- | ---- | ---- | ---- | ---- | ---- | ---- |
| 250  | 239  | 228  | 171  | 217  | 248  | 247  | 273  | 382  |

| 1990 | 1999 | 2006 | 2007 | 2012 | 2017 | 2022 | - | - |
| ---- | ---- | ---- | ---- | ---- | ---- | ---- | - | - |
| 423  | 453  | 430  | 427  | 442  | 466  | 467  | - | - |

## Lieux et monuments
- Tour de garde la Suzette, dernier vestige de l'ancienne maison forte.
- Monument aux morts avec statue de Jeanne d'Arc.
- Puits Renaissance.

## Édifice religieux
- Église Sainte-Catherine néo-romane 1877.

## Personnalités liées à la commune
- Jean Trudon Girard (1820-1900), chef d’escadron d’artillerie, officier de la Légion d’honneur (1874), né à Servigny et Poixe[18].
- François Bossuroy (1824-1873), sergent au 3e régiment de grenadiers de la Garde, chevalier de la Légion d’honneur (1865), né à Servigny-lès-Sainte-Barbe[19].